# Heinrich Enders

Heinrich Rudolf Enders

Heinrich Enders in einer Huldigung der k.u.k. Hof- und Kammerlieferanten zum Thronjubiläum 1908

Aus dem Musterbuch das Hochreservoir-Closet "Type Nautilus"

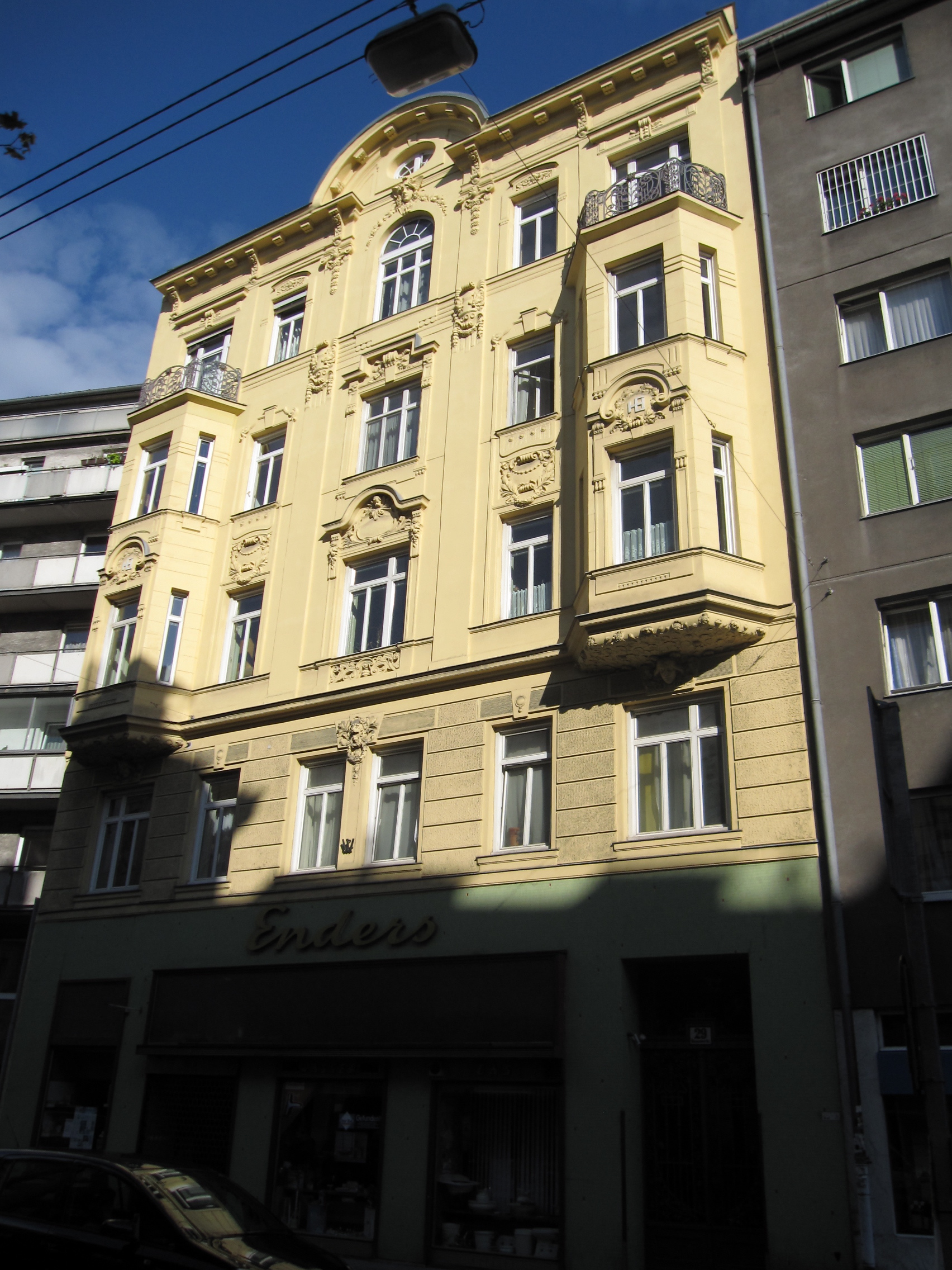
Stammhaus der Firma Enders in Wien

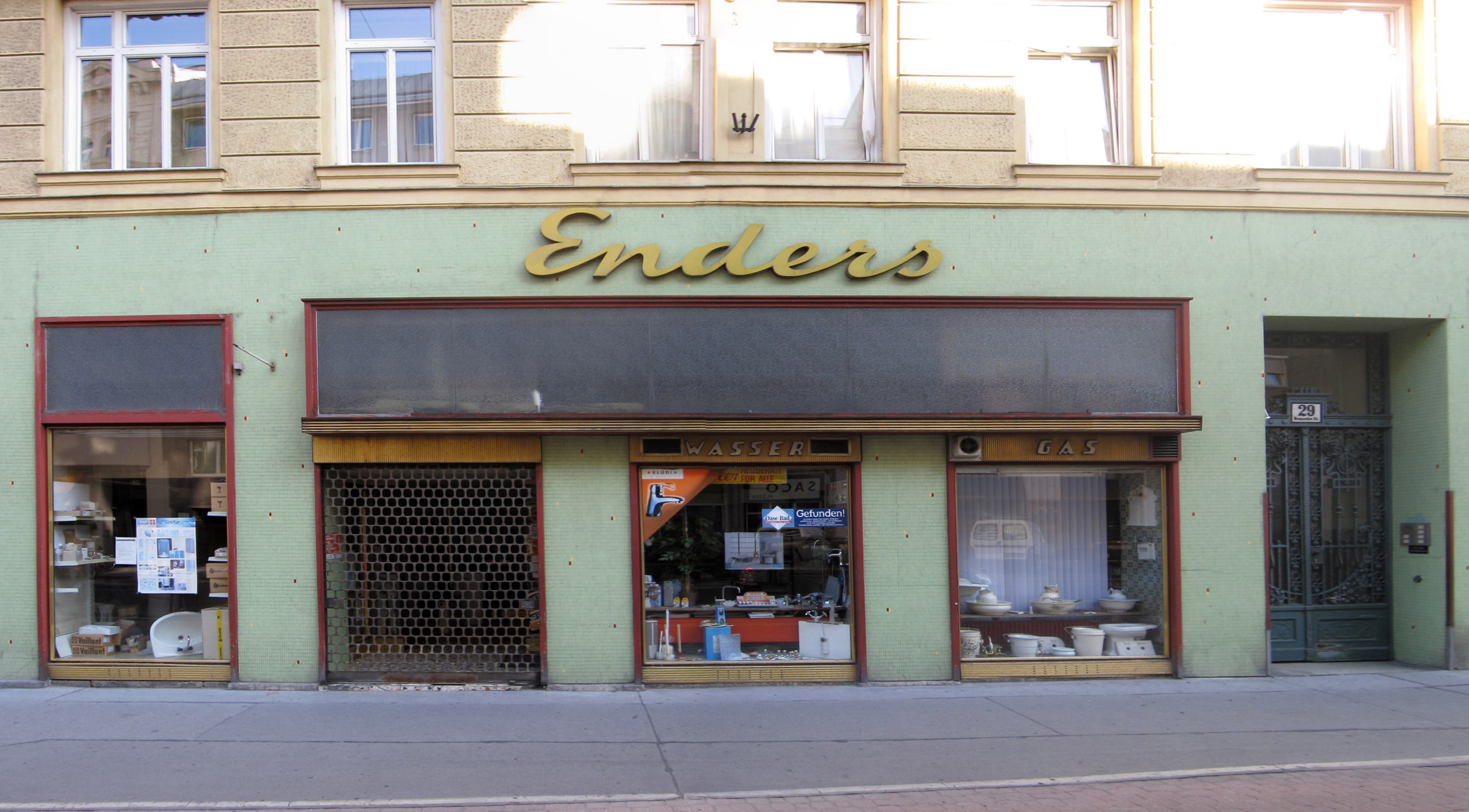
Das Geschäft Heinrich Enders

Das Unternehmen Heinrich Enders GmbH ist ein Gas-, Wasser- und Heizungsunternehmen und ehemaliger k.u.k. Hoflieferant. Die Zentrale befindet sich an der Margaretenstraße 29 im 4. Wiener Gemeindebezirk Wieden.

## Geschichte
Die Firma wurde im Jahre 1852 durch den Spengler Zainer an der Schleifmühlgasse 11 gegründet. Es wird vermutet, dass dieser Spengler Zainer an der Verlegung der ersten Bleiwasserleitung beteiligt gewesen war.
Zehn Jahre später übernahm Anton Nadhera (geb. 1852 in Oderberg) den Betrieb. Nadhera konstruierte das so genannte "Austria-Klosett", ein Klappenklosett, das in eine Lambrie eingebaut war. Dieser Artikel wurde bis 1914 weltweit exportiert.
1892 stellte Nadhera den Antrag auf den Hoflieferantentitel. In seinem Gesuch schrieb er, dass er bereits für die Kaiserin Elisabeth von Österreich-Ungarn das Achilleion auf Korfu ausgestattet hat. Auch andere Mitglieder des kaiserlichen Familie wurden bereits zu der Zeit beliefert.
Heinrich Enders (geb. 18. Dezember 1848–1915) kam in den 60er Jahren des 19. Jahrhunderts von Friedberg (Hessen) nach Wien. Er arbeitete zuerst bei der Firma Schwetz an der Ziegelofengasse als Geselle und machte sich dann selbständig mit einem eigenen Spenglergeschäft an der Johannesgasse, das jedoch nicht erfolgreich war. Er fand eine Anstellung bei der Wiener Actiengesellschaft für Wasserleitungen, Gas- und Heizungsanlagen und stieg zum Werkmeister auf.
1894 stand das Unternehmen Nadhera zum Verkauf. Heinrich Enders erwarb es für 40.000 Gulden Konventionsmünzen, sein Sohn Heinrich Rudolf arbeitete bereits mit.
Die Stadt Wien beauftragte Enders mit der Neuinstallierung der Wasserversorgung. Das Unternehmen erhielt auch Aufträge in der österreichischen Reichshälfte für Gemeinden, Stifte, Schlösser und Gutshöfe wie Stift Lilienfeld, Gut Wittgenstein, Stift Heiligenkreuz, Schlösser in Böhmen sowie in Türnitz und Weißenkirchen.
1902 wurde Heinrich Enders zum k. u. k. Hoflieferanten ernannt, dann auch zum Herzoglich sächsischen Hoflieferanten.
Dieser Titel wurde 1907 auch dem Nachfolger Heinrich Rudolf Enders (geb. 1. September 1876–1934) verliehen, als er die Firma übernahm. Nach dessen Tod 1934 übernahm sein Sohn Heinrich Josef Enders (geb. 16. Februar 1906) den Meisterbetrieb. Der Erste Weltkrieg und der Zusammenbruch der Monarchie brachte dem Unternehmen schwere Zeiten.
Während des Zweiten Weltkrieges wurden Heinrich Josef Enders und zwei seiner Brüder eingezogen. Das Unternehmen wurde in der Zwischenzeit vom Onkel geführt, der bereits während des Ersten Weltkrieges aushalf. Der Firmensitz an der Margaretenstraße wurde während der Luftangriffe auf Wien beschädigt.
In den Nachkriegsjahren konnte sich das Unternehmen wieder erholen. Während des Wiederaufbaus kamen Aufträge für das Hotel Sacher und das Imperial sowie die Installation von drei Brunnen bei der Orangerie in Schloss Schönbrunn. 1954 wurde eine Filiale in Himberg gegründet, die 1968 wegen weiterer Expansion nochmals umzog. Heinrich Josef Enders blieb Geschäftsführer der Firma bis 1977. Da er ohne Erben war, wurde 1972 die Firma in eine Gesellschaft mit beschränkter Haftung umgewandelt. Zum Nachfolger wählte er Gerhard Posch aus, der bereits 1953 als Lehrling in die Firma eintrat. Er wurde Gesellschafter und übernahm 1980 das Unternehmen als Alleininhaber.

## Produkte
Das Austria-Klosett wurde aus verschiedenen Teilen zusammengestellt. Das Grundelement war die so genannte Pfeife (Gainze), auf diese wurde dann die Klosettmaschine aufgesetzt. Auf der Klosettmaschine montierte man dann die eigentliche Klosettschale. Das Wasserreservoir musste von Hand gefüllt werden. Die Lambrie bestand entweder aus lackiertem Weichholz oder aus Edelhölzern wie Mahagoni und Palisander, die dann die oben genannten Teile verkleidete. Das Klosett konnte nur dort installiert werden wo Wasserleitungen vorhanden waren. Teile wie die Porzellanschale wurde von der böhmischen Manufaktur Carl Knoll in Karlsbad erzeugt, das Buntdekor wurde mit Mattgold verziert. Produkte von Enders sind im Klo & So Sanitärmuseum in Gmunden ausgestellt.
Das Unternehmen Enders stattete die Bäder des Hotels Sacher aus und führte die Komplettinstallation Gas, Wasser, Heizung und Bäder im Golfclub Himberg, in Schulen, Kindergärten, Wohnhausanlagen, dem Volkshaus und diversen öffentlichen Gebäuden der Marktgemeinde Himberg, in der Erzdiözese Wien, aber auch Installationen für Ein- und Mehrfamilienhäuser, Büro-, Firmen- und Betriebsgebäude aus.